# ラッカディブ海
ラッカディブ海 (ラッカディブかい、カンナダ語:ಲಕ್ಷದ್ವೀಪ ಸಮುದ್ರ、マラヤーラム語:ലക്ഷദ്വീപ് കടൽ、タミル語:இலட்சத்தீவுக் கடல்、シンハラ語:ලක්ෂද්වීප් මුහුද、ディベヒ語:ލަކަޑިވް ކަނޑު) は、インド南西岸沖、スリランカ南端とモルディブ諸島南端を結ぶ線の北、モルディブおよびインド領ラクシャドウィープの東側の海域。